# Calochortus concolor
Calochortus concolor là một loài thực vật có hoa trong họ Liliaceae. Loài này được (Baker) Purdy & L.H.Bailey miêu tả khoa học đầu tiên năm 1900.